# Guillaume Gibert
Pour les autres membres de la famille, voir Famille Gibert.
Guillaume-Toussaint Gibert, seigneur de Thieux, est un financier français né au Plessis-Placy le 3 octobre 1749 et mort à Paris le 21 avril 1820.

## Biographie
Fils de Claude Louis Gibert, écuyer, conseiller-secrétaire du roi, audiencier en la chancellerie du Conseil supérieur du Roussillon, et de Madeleine Lavoisier, et parent de l'abbé Louis-Bernard Gibert, Guillaume Gibert devient conseiller du roi et notaire au Châtelet de Paris pour le notariat de La Chapelle Saint-Denis le 12 avril 1783.
Il épouse Victoire-Félicité Fontenilliat (sœur de Philippe Fontenilliat) le 29 septembre 1783, à l'église Saint-Roch à Paris. Il sera le beau-père du baron François-Alexandre Seillière, du général-baron Louis-Auguste-François de Mériage et du comte Conrad de Gourcy.
Il acquiert les châteaux de Thieux et de Saint-Agil. Propriétaire de terrains rue d'Artois à Paris, il se fait construire un hôtel particulier au no 14, ainsi qu'un autre au no 9 (vendu en 1810 à Esterhazy).
Le 12 novembre 1797, il vend son étude, situé rue Saint-Honoré, pour occuper les fonctions de receveur général des finances du département de l'Oise en 1801. Il y acquiert deux des anciennes maisons canoniales.
Il devient administrateur de la Caisse d'escompte du commerce.
Il est régent de la Banque de France de 1806 à 1811 (VIe siège). Il quitte son siège de régent après avoir céder la recette générale à son fils Achille Louis Gibert (1786-1860), qui l'occupa durant plus d'un demi-siècle.
Il fut le bienfaiteur du collège de Juilly, dont il rachète les bâtiments devenu bien national durant la Révolution afin de leur restituer.
D'opinions monarchistes, il se tint à l'écart de la vie politique.
Il meurt le 21 avril 1820 dans son hôtel particulier parisien du 14 rue d'Artois.

## Sources
- Romuald Szramkiewicz, « Les régents et censeurs de la Banque de France nommés sous le Consulat et l'Empire », Droz, 1974
- Pierre-François Pinaud, « Les Receveurs généraux des finances: 1790-1865 », Droz, 1990
- Philippe Berthelot, Études et notaires parisiens en 1803: au moment de la loi du 25 Ventose an XI (16.III.1803) : bicentenaires de la Loi de Ventôse et du Code civil, 2004
- F. Foiret, Une corporation parisienne pendant la révolution (les notaires), 1912
- Michel J. Cuny, Françoise Petitdemange, Christine Cuny, Ernest-Antoine Seillière: quand le capitalisme français dit son nom, 2002